# SOLRAD

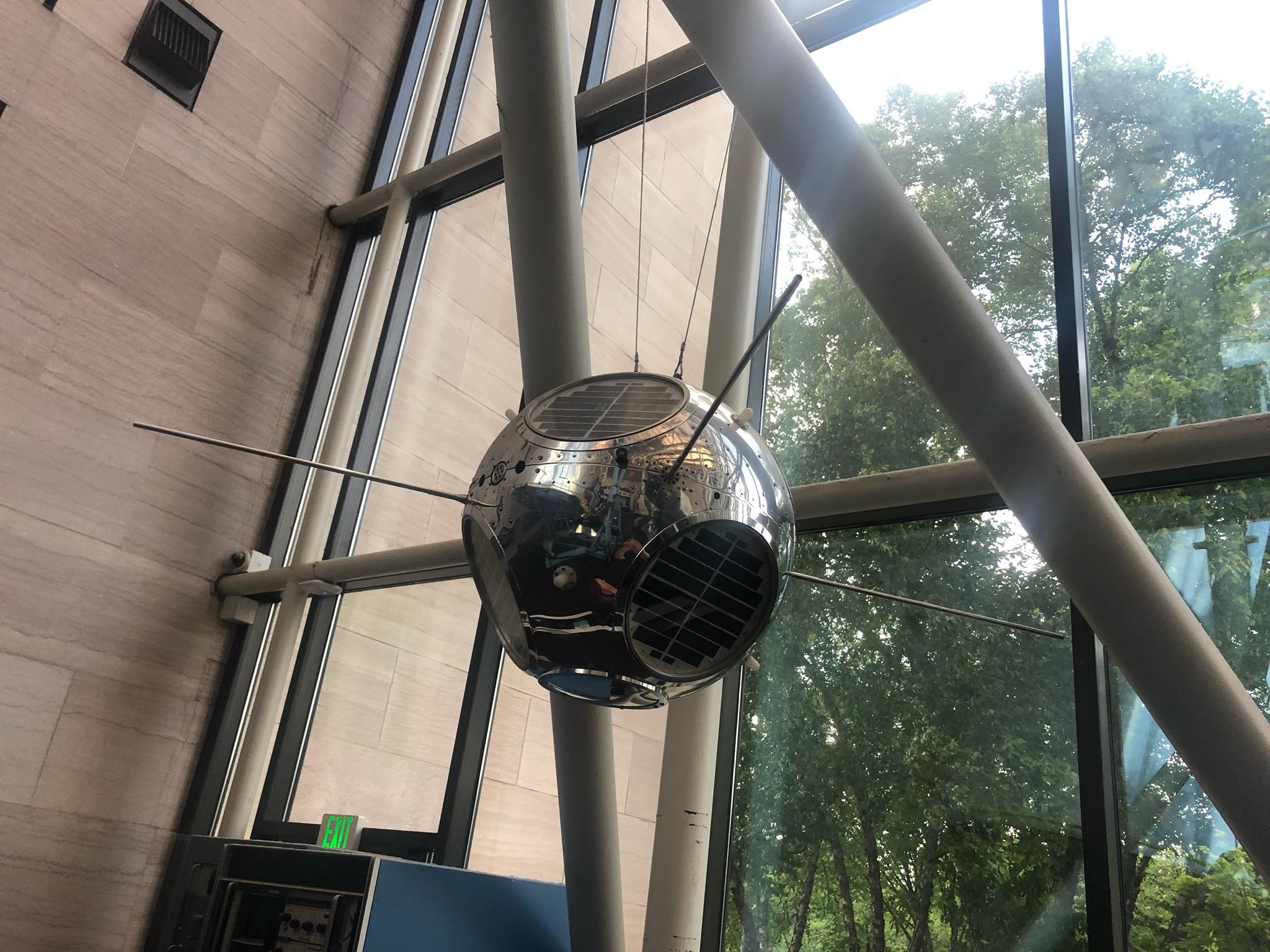
Satellite Solrad présenté au Musée national de l'air et de l'espace aux États-Unis.

SOLRAD (diminutif de « SOLar RADiation »), parfois confondu avec le GRAB (pour Galactic Radiation and Background, nom du programme auquel les premières sondes SOLRAD sont rattachées), est un programme de satellites de reconnaissance du gouvernement fédéral des États-Unis financé par l'US Navy et développé par l'United States Naval Research Laboratory (NRL) au cours des années 1960 et 1970. Couverture scientifique du projet, les données recueillies sur le Soleil par le programme sont par la suite utilisées par diverses agences fédérales américaines afin de mieux comprendre l'effet de l'étoile sur le matériel électronique.

## Contexte

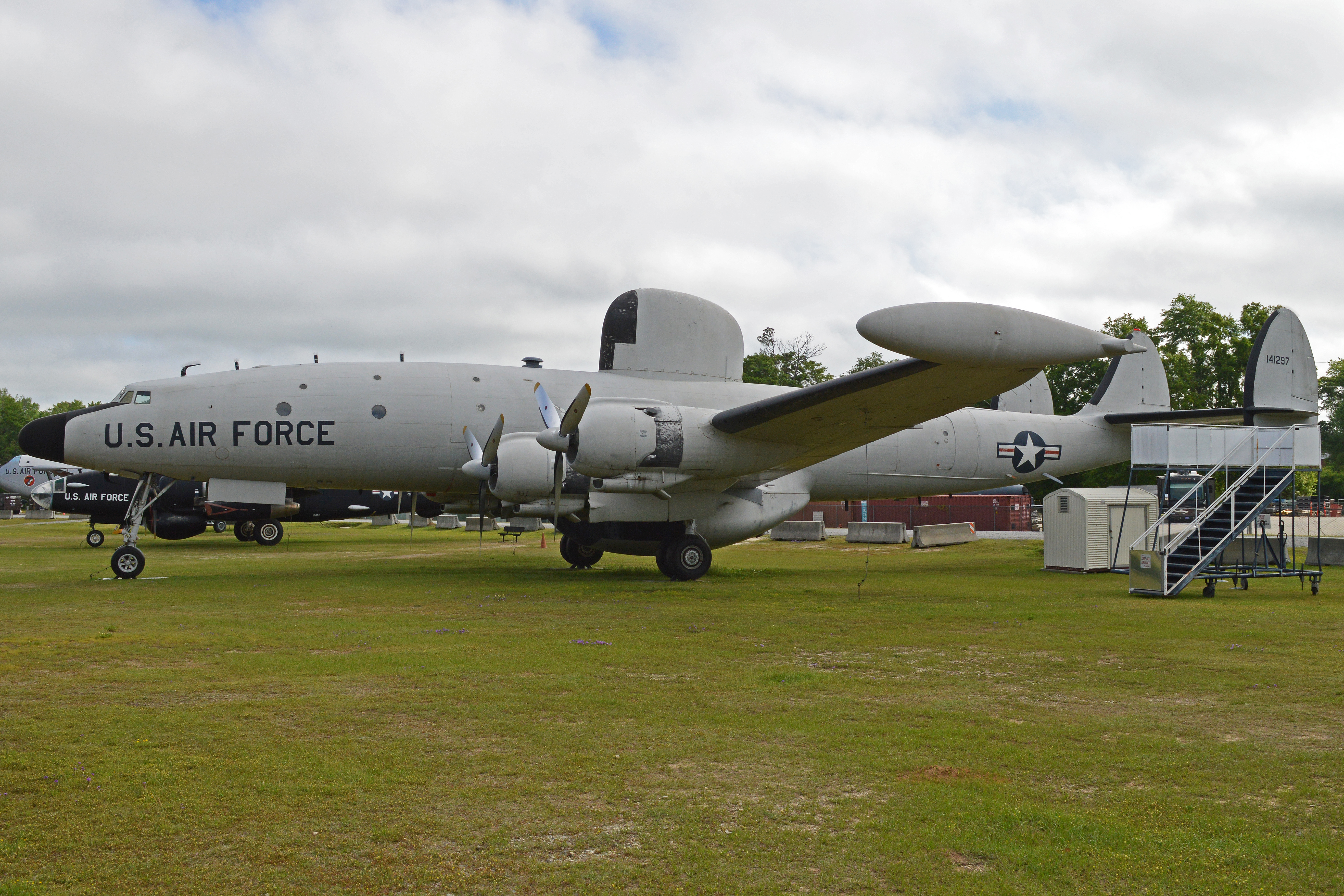
Le Lockheed EC-121K Warning Star situé au musée national de l'air aux États-Unis.

Durant la guerre froide, les États-Unis et l'Union soviétique cherchent, notamment, à obtenir des informations sur leur adversaire. Pour ce faire, les Américains utilisent principalement des avions, dont le Lockheed EC-121K Warning Star,, pour obtenir des renseignements. Cependant, la perte d'avions et de leur équipage est fréquente. La collecte de signaux par des avions est peu à peu abandonnée au fur et à mesure que se développent les satellites artificiels.
Les programmes spatiaux des deux pays se développent à grande vitesse à partir de la fin des années 1950. Le 29 juillet 1958, la National Aeronautics and Space Administration (NASA) est créée. On y transfère quelque 200 ingénieurs et scientifiques du groupe du NRL. Un petit groupe demeure à la Navy et, sous l'influence de Martin Votaw, forme la Satellite Techniques Branch. Le groupe travaille sur le projet SOLRAD.

## Composantes

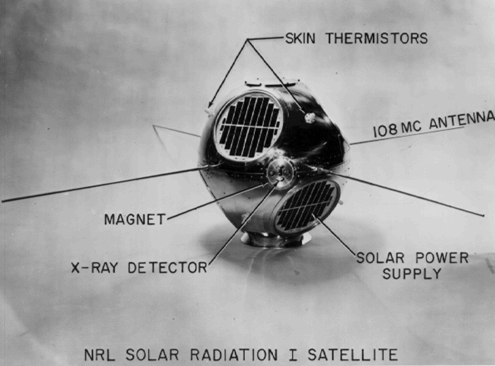
Schéma de SOLRAD 1.

Les satellites de la famille GRAB n'étaient pas plus gros qu'un ballon de basketball, faisant environ 51 cm de diamètre pour un poids situé entre 18 et 25 kg.
SOLRAD 1 possède deux photomètres Lyman-alpha (chambre d'ionisation d'oxyde nitrique) pour l'étude de la lumière ultraviolette et un photomètre à rayons X (une chambre d'ionisation argon), tous montés autour de l'équateur du satellite. Un aimant permanent de 2 400 Gauss est ajouté afin de protéger les instruments du rayonnement de la ceinture de Van Allen.

## Lancements
SOLRAD 1 (en) est lancé le 22 juin 1960 à bord d'une fusée Thor-Ablestar (en). Sa mission principale est d'intercepter des signaux radars provenant des installations soviétiques afin d'en apprendre davantage sur leur défense aérienne. Son objectif scientifique est d'observer les raies Lyman-alpha de l'hydrogène solaire et les émissions de rayons X mous. Ces données visent à aider les militaires à mieux comprendre les effets du Soleil sur leurs équipements électroniques,.

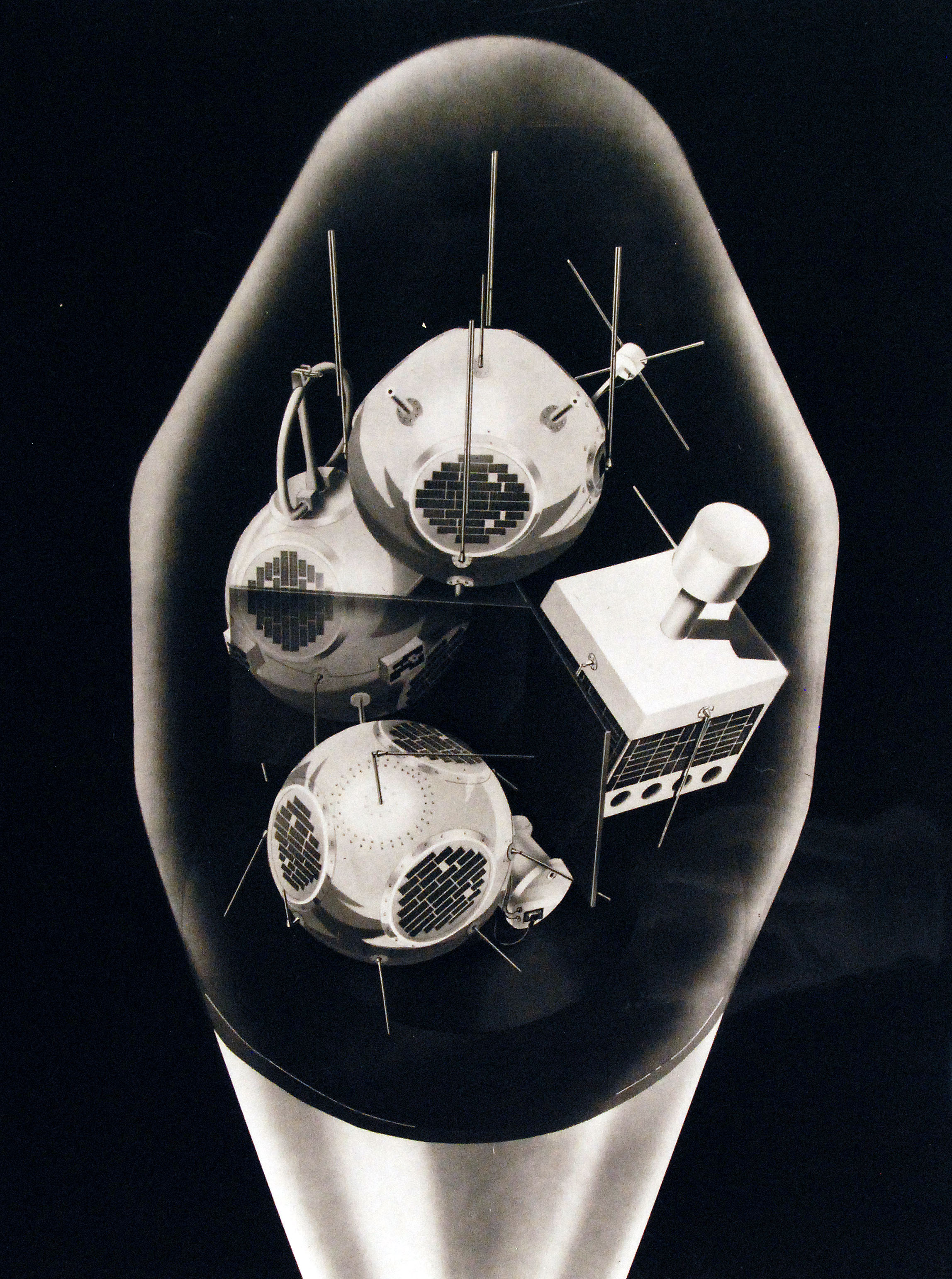
Charge utile d'une fusée Thor-Ablestar, contenant notamment SOLRAD 4.

En tout, 16 satellites SOLRAD seront développés et 14 seront mis en orbite.
| Nom                        | Date du lancement                     | Identifiant COSPAR | Autres noms | Nom du lanceur               |
| -------------------------- | ------------------------------------- | ------------------ | ----------- | ---------------------------- |
| SOLRAD simulateur de masse | 13 avril 1960                         | 1960-003C          | –           | Thor DM-21 Ablestar          |
| SOLRAD 1 (en)              | 22 juin 1960                          | 1960-007B          | GRAB-1      | Thor DM-21 Ablestar          |
| SOLRAD 2 (en)              | 30 novembre 1960 (échec du lancement) | SRD-2              | GRAB-2      | Thor DM-21 Ablestar          |
| SOLRAD 3 (en)              | 29 juin 1961                          | 1961-015B          | GRAB-3a     | Thor DM-21 Ablestar          |
| SOLRAD 4 (en)              | 24 janvier 1962 (échec du lancement)  |                    | GRAB        | Thor DM-21 Ablestar          |
| SOLRAD 4B (en)             | 26 avril 1962 (échec du lancement)    | SRAD4B             | GRAB        | Scout X-2                    |
| SOLRAD 5                   | non lancé                             | –                  | GRAB        | –                            |
| SOLRAD 6 (en)              | 15 juin 1963                          | 1963-021C          | Solrad 6A   | Thor-Agena D                 |
| SOLRAD 7A (en)             | 11 janvier 1964                       | 1964-001D          | Solrad 6    | Thor Augmented Delta-Agena D |
| SOLRAD 7B (en)             | 9 mars 1965                           | 1965-016D          | –           | Thor Augmented Delta-Agena D |
| SOLRAD 8                   | 19 novembre 1965                      | 1965-093A          | Explorer 30 | Scout X-4                    |
| SOLRAD 9 (en)              | 5 mars 1968                           | 1968-017A          | Explorer 37 | Scout B-1 S160C              |
| SOLRAD 10 (en)             | 9 juillet 1971                        | 1971-058A          | Explorer 44 | Scout B S177C                |
| SOLRAD 11A                 | 14 mars 1976                          | 1976-023C          |             | Titan IIIC                   |
| SOLRAD 11B                 | 14 mars 1976                          | 1976-023D          |             | Titan IIIC                   |
| SOLRAD 11C                 | non lancé                             | SRD-11C            |             | –                            |

SOLRAD 11A et SOLRAD 11B sont lancés ensemble le 15 mars 1976 avec un positionnement d'environ 180 degrés l'un de l'autre. Les deux satellites contenaient chacun 25 expérimentations pour mesurer des ondes électromagnétiques émises par le Soleil. SOLRAD 11B finira pas cesser toute transmission en décembre 1976. Pour le 11A, il continuera à fonctionner sporadiquement jusqu'en juillet 1977.